# Карпунин, Василий Александрович
Васи́лий Алекса́ндрович Карпу́нин (9 декабря 1919, д. Анциферовка, Вычегодский район, Архангельская губерния, РСФСР — 1 сентября 1975, Ижевск, УАССР, СССР) — советский учёный-механик, общественный деятель. Доктор технических наук, профессор. Заслуженный деятель науки и техники УАССР. С 1972 по 1975 годы — ректор Ижевского механического института. Участник Великой Отечественной войны.

## Биография
Василий Карпунин родился в 1919 году в семье крестьянина.
В сентябре 1941 года Василий Александрович был призван в ряды Красной армии. Командованием Центрального фронта был назначен инструктором лыжной подготовки 25-го запасного стрелкового полка. В ноябре 1942 года он возглавил взвод 1-го отдельного лыжного батальона Центрального фронта. Во время одной из разведывательных операций был ранен и помещён в госпиталь. После излечения воевал на 1-м Белорусском фронте командиром отдельной роты 25-й стрелковой дивизии; при этом ещё дважды был ранен.
Карпунин был отправлен Томск в Академию медицинский наук, эвакуированную туда из Москвы, на операцию в по извлечению осколка снаряда из сгиба коленного сустава. Василий Александрович отказался от хирургического вмешательства врачей, и всю свою оставшуюся жизнь прожил с этим осколком. После выписки был переведён в Томский райвоенкомат начальником 4-й части. В 1945 году окончил курсы «Выстрел» и курсы усовершенствования офицеров при ГУ ВВО Наркомата обороны.
После демобилизации в августе 1946 года Василий Александрович поступил на механический факультет Томского политехнического института, окончив который в 1948 году по специальности «Двигатели внутреннего сгорания», по распределению был направлен в Красноярск для работы на одном из местных заводов. Руководство предприятия обратило внимание на специалиста и рекомендовало его на учёбу в Академию Министерства обороны, которую он окончил с отличием. После этого остался в аспирантуре Академии и в 1955 году под руководством выдающегося советского конструктора Василия Гавриловича Грабина защитил кандидатскую диссертацию.
По окончании аспирантуры Василий Александрович был направлен в Ижевск на работу в механическом институте, где прошёл все ступени преподавательской и управленческой деятельности: от старшего преподавателя до профессора. В 1970 году защитил докторскую на тему «Усталостная прочность цилиндрических пружин». В 1972 году Василий Александрович был назначен на пост ректора ИМИ. За годы работы в вузе им написано 47 работ и получено 4 авторских свидетельства на изобретения.
Помимо научной Василий Александрович занимался также и общественной деятельностью: работал председателем областного правления НТО «Машпром», председателем Октябрьского районного отделения общества «Знание», являлся членом бюро межведомственного совета по координации научных исследований по естественным и общественным наукам при Президиуме Уральского научного центра АН СССР.